# أسفل أمجيف

تعديل مصدري - تعديل

اسفل امجيف هي إحدى قرى عزلة سرار بمديرية سرار التابعة لمحافظة أبين، بلغ تعداد سكانها 100 نسمة حسب تعداد اليمن لعام 2004.